# Idioma querandí
El idioma querandí es una lengua extinta y no clasificada que una vez se habló cerca de la Región pampeana en Argentina, por el pueblo querandí.
Existen muy pocos testimonios de la lengua querandí, aparte de un par de frases compiladas por el cosmógrafo real francés André Thevet en La Cosmographie Universelle de 1575, luego de participar en el viaje de Guillermo Le Testu al Brasil y Río de la Plata en 1555-1556.
- Assaganoup o zoba (‘La luna os hará arrepentir de ello’)
- Caudy caudy vvuahiph gomálat (‘Oh, traidor, traidor, es necesario mataros’)

Esa pequeña evidencia, aunque dudosa, sugiere una relación con el idioma gününa këna. El jesuita alemán Matías Strobel aprendió dos lenguas en el siglo XVIII que se hablaban en la actual provincia de Buenos Aires y que dijo diferían entre sí como el alemán del flamenco: una meridional que llamó serrano (se cree que el gününa küne) y otra septentrional que llamó pampa (se cree que era el querandí). Se conoce además la desinencia spen o mpen de los nombres de los caciques repartidos en Buenos Aires en 1582 y que involucra idea de filiación, aunque no hay pruebas de que ellos fueran querandíes. Nicolás del Techo en 1673 afirmó que el padre Alonso de Bárcena (1530-1597) preparó un Arte y Lexicon de la lengua querándica.